# Blechnum striatum
Blechnum striatum là một loài thực vật có mạch trong họ Blechnaceae. Loài này được (Sw.) C. Chr. mô tả khoa học đầu tiên năm 1905.